# 高千穗神社

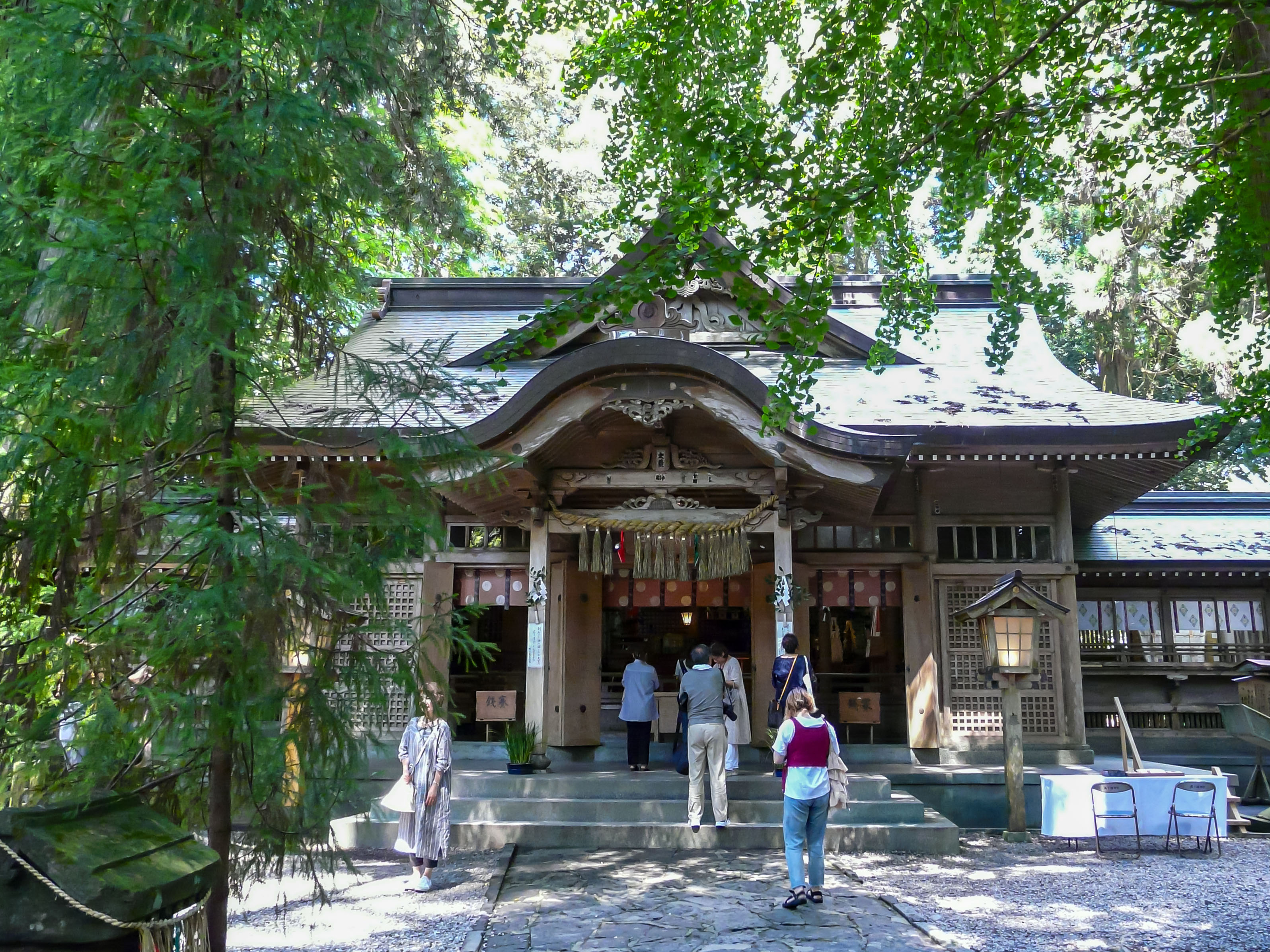
拜殿

高千穗神社（日语：たかちほじんじゃ）是位於日本宮崎縣西臼杵郡高千穗町的一座神社，現在被神社本廳列為別表神社。高千穗神社在古代被稱為十社大明神」或「十社宮」，明治4年（1871年）改名為「三田井神社」，1895年改為現名。神社的例祭在4月16日舉行。

## 外部連結
- 高千穂神社（高千穂町役場）
- 高智保神社 （页面存档备份，存于）（國學院大學21世紀COEプログラム「神道・神社史料集成」）
- 高千穂神社（くま屋「宮崎 あっち、こっち。」）
- 高千穂町コミュニティセンター（歴史民俗資料館） （页面存档备份，存于）